# Pietro Bianchi
Pietro Bianchi (Milà, 5 de març de 1883 – Milà, 1 de juliol de 1965) va ser un gimnasta artístic italià, que va competir a començament del segle xx.
El 1912 va prendre part en els Jocs Olímpics d'Estocolm, on va guanyar la medalla d'or en la prova del concurs complet per equips del programa de gimnàstica. En la prova individual acabà en sisena posició.
Vuit anys més tard, un cop finalitzada la Primera Guerra Mundial, va disputar els Jocs d'Anvers, on revalidà la medalla d'or en el concurs complet per equips.
Bianchi també guanyà tres medalles en diferents Campionats del Món de gimnàstica artística.